# Mark Kirton
Mark Kirton (Regina, Saskatchewan; 3 de febrero de 1958 – Oakville, Ontario; 17 de agosto de 2025) fue un jugador de hockey sobre hielo canadiense que jugó con tres equipos en la NHL en la posición de centro.

## Estadísticas
| 1974–75   | Wexford Warriors    | MJBHL     | 38  | 18  | 29  | 47  | 26  | —  | —  | —  | —  | —  |
| 1975–76   | Peterborough Petes  | OMJHL     | 65  | 22  | 38  | 60  | 10  | —  | —  | —  | —  | —  |
| 1976–77   | Peterborough Petes  | OMJHL     | 48  | 18  | 24  | 42  | 41  | 4  | 6  | 1  | 7  | 0  |
| 1977–78   | Peterborough Petes  | OMJHL     | 68  | 27  | 44  | 71  | 29  | 21 | 12 | 14 | 26 | 14 |
| 1978–79   | New Brunswick Hawks | AHL       | 80  | 20  | 30  | 50  | 14  | 5  | 0  | 0  | 0  | 2  |
| 1979–80   | Toronto Maple Leafs | NHL       | 2   | 1   | 0   | 1   | 2   | —  | —  | —  | —  | —  |
| 1979–80   | New Brunswick Hawks | AHL       | 61  | 19  | 42  | 61  | 33  | 17 | 7  | 11 | 18 | 16 |
| 1980–81   | Toronto Maple Leafs | NHL       | 11  | 0   | 0   | 0   | 0   | —  | —  | —  | —  | —  |
| 1980–81   | Detroit Red Wings   | NHL       | 50  | 18  | 13  | 31  | 24  | —  | —  | —  | —  | —  |
| 1981–82   | Detroit Red Wings   | NHL       | 74  | 14  | 28  | 42  | 62  | —  | —  | —  | —  | —  |
| 1982–83   | Detroit Red Wings   | NHL       | 10  | 1   | 1   | 2   | 6   | —  | —  | —  | —  | —  |
| 1982–83   | Vancouver Canucks   | NHL       | 31  | 4   | 6   | 10  | 4   | 4  | 1  | 2  | 3  | 7  |
| 1983–84   | Vancouver Canucks   | NHL       | 26  | 2   | 3   | 5   | 2   | —  | —  | —  | —  | —  |
| 1983–84   | Fredericton Express | AHL       | 35  | 8   | 10  | 18  | 8   | 7  | 2  | 3  | 5  | 6  |
| 1984–85   | Vancouver Canucks   | NHL       | 62  | 17  | 5   | 22  | 21  | —  | —  | —  | —  | —  |
| 1984–85   | Fredericton Express | AHL       | 15  | 5   | 9   | 14  | 18  | —  | —  | —  | —  | —  |
| 1985–86   | Fredericton Express | AHL       | 77  | 23  | 36  | 59  | 33  | 6  | 2  | 2  | 4  | 4  |
| 1986–87   | Fredericton Express | AHL       | 80  | 27  | 37  | 64  | 20  | —  | —  | —  | —  | —  |
| 1987–88   | Newmarket Saints    | AHL       | 73  | 17  | 30  | 47  | 42  | —  | —  | —  | —  | —  |
| 1988–89   | Newmarket Saints    | AHL       | 37  | 4   | 8   | 12  | 18  | —  | —  | —  | —  | —  |
| Total AHL | Total AHL           | Total AHL | 458 | 123 | 202 | 325 | 186 | 35 | 11 | 16 | 27 | 28 |
| Total NHL | Total NHL           | Total NHL | 266 | 57  | 56  | 113 | 121 | 4  | 1  | 2  | 3  | 7  |

## Muerte
En 2018 Kirton fue diagnosticado con esclerosis lateral amiotrófica (ELA), que eventualmente lo mando a una silla de ruedas. Luego del que fuera su ex-compañero y mentor Börje Salming fue diagnosticado con la misma enfermedad en agosto de 2022, Kirton le dio apoyo y consejos luego de reencontrarse con Darryl Sittler. Kirton murió en su casa en Oakville el 17 de agosto de 2025 a los 67 años.